# Pierluigi Sangalli
Pierluigi Sangalli (né à Monza, en Lombardie le 5 novembre 1938 et mort le 13 mars 2025 à Villasanta) est un  illustrateur italien. 

## Biographie
En 42 ans de carrière, né Pierluigi Sangalli a illustré une pléiade de personnages humoristiques populaires, notamment pour Alpe, (Poldo) et surtout Bianconi : Popeye, Topo Bigio d’après le personnage de dessin animé créé en 1957 par Maria Perego, Pinocchio, Dodu à partir de 1961, Le fantôme Eugène (Il fantasma Eugenio), Kiko (Chico), Félix le chat, Mago Merlotto, Prosper (Provolino), Piccola Dea, Dormy West, il cocréé Giannina Calamity, Pignatta, Superboy, Zurlino, dessine Devy Crock, parodie de Davy Crockett, Piso e Cece, Trincheto, Crissino et Vernaccia. Dans les années 1990, il illustre Adam et Piccola Dea.